# Нодье, Шарль
Жан Шарль Эммануэль Нодье́ (фр. Jean-Charles-Emmanuel Nodier; 29 апреля 1780, Безансон — 27 января 1844, Париж) — французский писатель и библиофил эпохи романтизма.

## Биография
Родился в 1780 году в Безансоне; его отец в эпоху Великой французской революции был председателем революционного трибунала в том же городе. В двенадцать лет Шарль вступил в безансонское Общество друзей Конституции — клуб, близкий к якобинцам. В 1797 создал новый кружок «филадельфийцев».В 1802 он сочинил стихотворный памфлет против Наполеона, однако впоследствии стал его сторонником и получил место в администрации; тем не менее, при Реставрации выдавал себя за жертву Империи.
Нодье профессионально занимался энтомологией, был автором «Рассуждения о назначении усиков у насекомых и об их органе слуха» (1798; в соавторстве с Ф. М. Ж. Люкзо) и «Энтомологической библиографии» (1801), которую одобрил даже Ламарк. Интерес к энтомологии остался у него на всю жизнь, к теме насекомых он неоднократно обращался в своих статьях и художественных произведениях.
Служа библиотекарем в столице Иллирийских провинций Лайбахе, написал разбойничий роман «Жан Сбогар», который после опубликования в 1818 году принёс автору европейскую известность. В своих произведениях являлся проводником романтических литературных  влияний на французскую литературу. Разрабатывал жанр фантастической новеллы, дробящейся у него на «кошмарную» новеллу («Лорд Рётвин, или Вампиры» (фр. Lord Rutween, ou Les vampires, 1820), «Смарра» (фр. Smarra, 1821), волшебную сказку («Трильби» (фр. Trilby, 1822), «Фея хлебных крошек» (фр. La Fée aux miettes, 1832) и религиозную легенду («Легенда о сестре Беатриче» (фр. La légende de sœur Béatrix).
3 января 1824 года Нодье был назначен библиотекарем графа д’Артуа, будущего короля Франции Карла X и участвовал в его коронации в Реймсе. С 14 апреля 1825 года служил в Библиотеке арсенала, официально вступил в должность библиотекаря 29 мая вместе с Виктором Гюго. Эта работа открыла Нодье доступ к редким и забытым книгам, которые он неустанно пропагандировал. Его квартира, наравне с квартирой Гюго, сделалась местом собраний первого объединения французских романтиков — «Сенакля» (фр. Cénacle). Это объединение, распавшееся к началу 1830-х годов, сыграло значительную роль в борьбе романтизма против классицизма. Печатным органом «Сенакля» был журнал «Французская муза» (фр. La muse française).
В 1835 году Нодье выпустил библиографию французских литературных безумцев — труд, который в XX веке продолжили Раймон Кено и Андре Блавье. Автор многотомной работы, посвященной городам Франции «Voyges pittoresques», в которой уделил большое внимание тамплиерам. Анонимно издал резонансную «Историю тайных обществ» (1815).
Творчество Нодье полно противоречий. С мистицизмом фантастических новелл у него уживаются материалистические тенденции XVIII века, с реакционными высказываниями — некоторые социальные идеи Великой французской революции («Жан Сбогар»). В противоположность своему лиризму и щедрой фантазии при разработке сюжетов, Нодье пользовался ясным, точным, суховатым языком XVII века. Будучи сторонником романтизма, и усвоив ряд его особенностей, находился в то же время под влиянием более ранних писателей Кребийона-сына и Лоренса Стерна.
Скончался Нодье в 1844 году в Париже и был похоронен на кладбище Пер-Лашез.

## Семья
Имел дочь Марию, которой поэт Алексис-Феликс Арвер посвятил сонет «Секрет», считающийся классикой французской поэзии романтического периода.

## Сочинения
- Œuvres de Ch. Nodier, éditions Renduel, 12 vv., P., 1832—1834.
- Жан Сбогар, Вступ. статья И. М. Нусинова, — М.: Academia, 1934.
- Новеллы. Вступительная статья В. М. Блюменфельда. Пер. с фр.яз. М. А. Салье и А. С. Бобовича. — Л., 1936.
- Избранные произведения. Пер. с фр. А. Энгельке, М. Солье, Н. Фарфель и др., Вступ. ст., примеч. А. Андрес. — М.-Л., 1960.
- Фантастические и сатирические повести. Сборник. На французском языке. Составление, предисловие и комментарии Мильчиной В. А. Художник Семенов А. О., — М., 1985.
- Читайте старые книги: Новеллы, Статьи, эссе о книге, книжниках, чтении. Кн.1-2/ Сост. и прим. В. А. Мильчиной. — М.: Книга, 1989. — (Полка библиофила)
- Нодье Ш., Бурже П., Аллен-Фурнье. Жан Сбогар. Ученик. Большой Мольн. Перевод с французского. Сост. и вступит. статья Л. Андреева. Коммент. Е. Петраш. — М., 1990.
- Фея хлебных крошек. Пер. с франц. В. Мильчиной, — М., 1996, 2006.
- Charles Nodier, Jacques Rigomer Bazin, Didier, Lemare, Vincent de Langres Lombard. Histoire des sociétés secrètes de l’armée et des conspirations militaires qui ont eu pour objet la destruction du gouvernement de Bonaparte , Paris : Gide Fils; H.